# Завръщане у дома
„Завръщане у дома“ (на английски: Coming Home) е името на американска драма от 1978 г. на режисьора Хал Ашби. Във филма участват Джон Войт и Джейн Фонда.

## Сюжет
Сали Хайд (Джейн Фонда) се нуждае от средства. Нейният съпруг е Боб (Брус Дърн) участва във Виетнамската война. Тя получава работа като медицинска сестра във военна болница, където работи нейната приятелка Виолет (Пенелопа Милфорд). Там тя среща стар приятел, Люк Мартин (John Voight). Люк се връща от Виетнам парализиран. Между тях пламва страст...

## В ролите
| Изпълнител       | Роля               |
| ---------------- | ------------------ |
| Джон Войт        | Люк Мартин         |
| Джейн Фонда      | Сали Хайд          |
| Брус Дърн        | Капитан Боб Хайд   |
| Пенелопа Милфорд | Ви Мансън          |
| Робърт Карадайн  | Бил Мансън         |
| Робърт Гинти     | Сержант Динк Мобли |
| Мери Грегъри     | Марта Викери       |
| Катлин Милър     | Кети Делайс        |
| Бисън Керъл      | Капитан Ърл Делайс |
| Уили Тейлър      | Вирджил            |
| Оливия Коул      | Корин              |
| Кийра Найтли     | Младата Джудит     |

## Награди и номинации
- 1979 Оскар за най-добра мъжка роля – Джон Войт
- 1979 Оскар за най-добра женска роля – Джейн Фонда
- 1979 Оскар за най-добър оригинален сценарий
- 1979 Златен глобус за най-добър актьор в драматичен филм – Джон Войт
- 1979 Златен глобус за най-добра актриса в драматичен филм – Джейн Фонда